# Schönborn-Dreiwerden
Schönborn-Dreiwerden ist ein Ortsteil der Gemeinde Rossau im Landkreis Mittelsachsen (Freistaat Sachsen). Der Ortsname entstand im Jahr 1933 durch Umbenennung der Gemeinde Schönborn mit ihrem Ortsteil Dreiwerden in Schönborn-Dreiwerden. Am 1. Januar 1992 wurde Schönborn-Dreiwerden mit Seifersbach zur Gemeinde Schönborn-Dreiwerden-Seifersbach vereinigt, die am 1. Januar 1999 ein Teil der Gemeinde Rossau wurde.

## Geografie

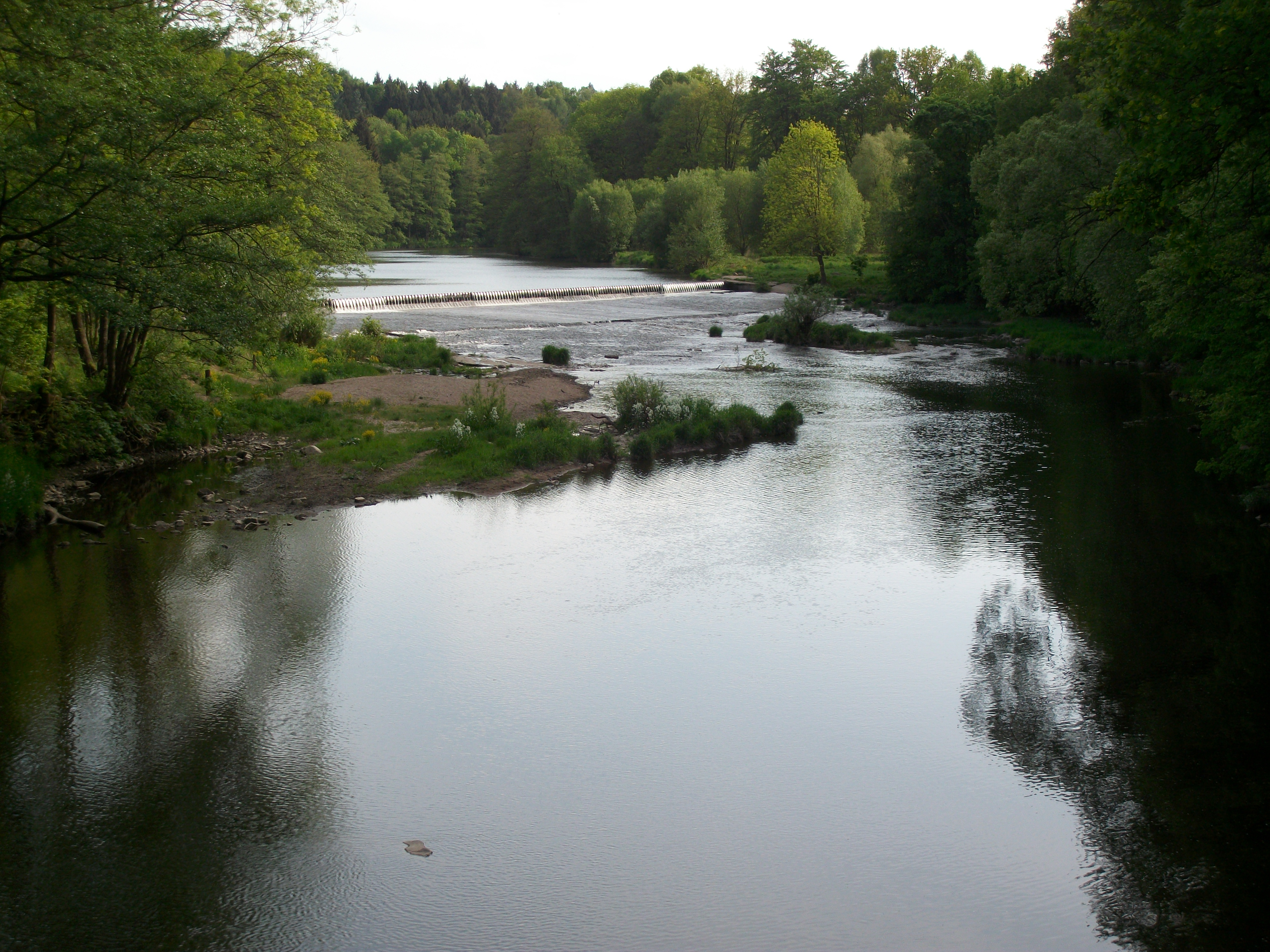
Zschopau in Schönborn-Dreiwerden

### Geografische Lage
Schönborn-Dreiwerden liegt etwa 6 km südöstlich der Stadt Mittweida. Der Ort besteht aus den beiden Ortsteilen Schönborn im Süden und Dreiwerden im Norden, welche beide am östlichen Ufer der Zschopau liegen. Südlich von Schönborn befindet sich das Gut Wolfsberg, welches einst ein Vorwerk war.

### Nachbarorte
| Mittweida    | Neudörfchen                                 | Seifersbach |
|              | Kompassrose, die auf Nachbargemeinden zeigt |             |
| Zschöppichen | Krumbach                                    | Sachsenburg |

## Geschichte

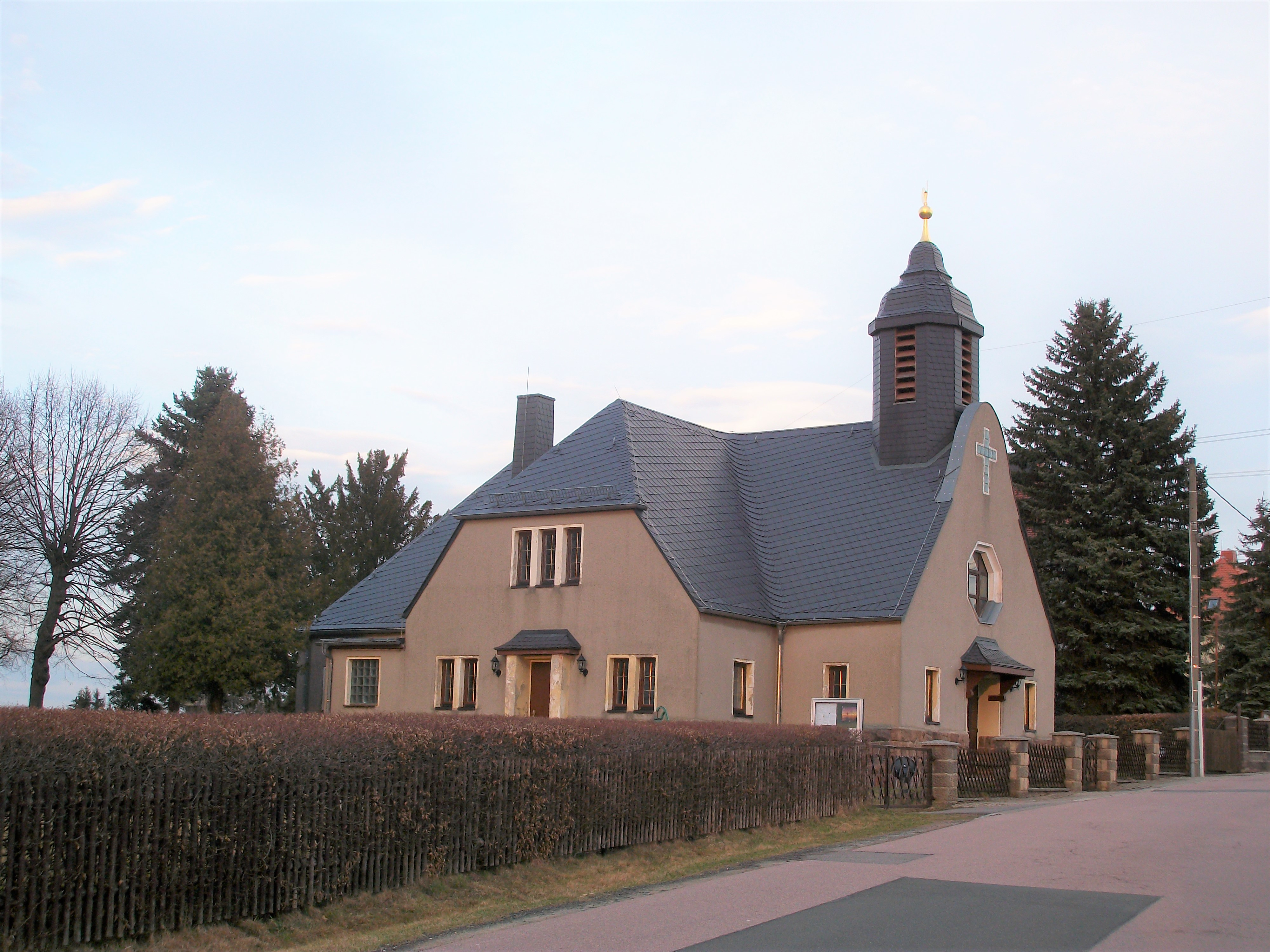
Kirche von Schönborn

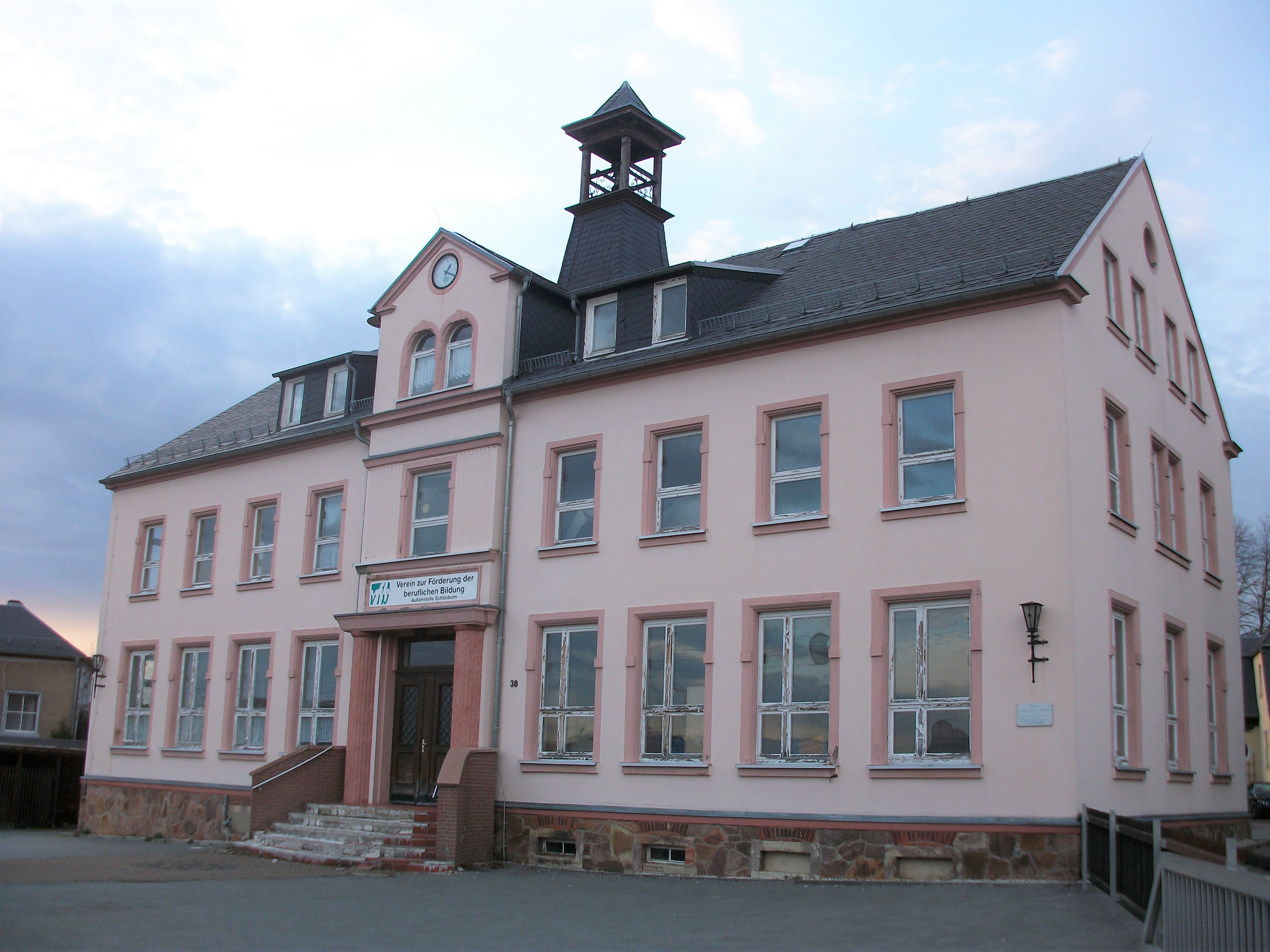
Ehemalige Schule von Schönborn

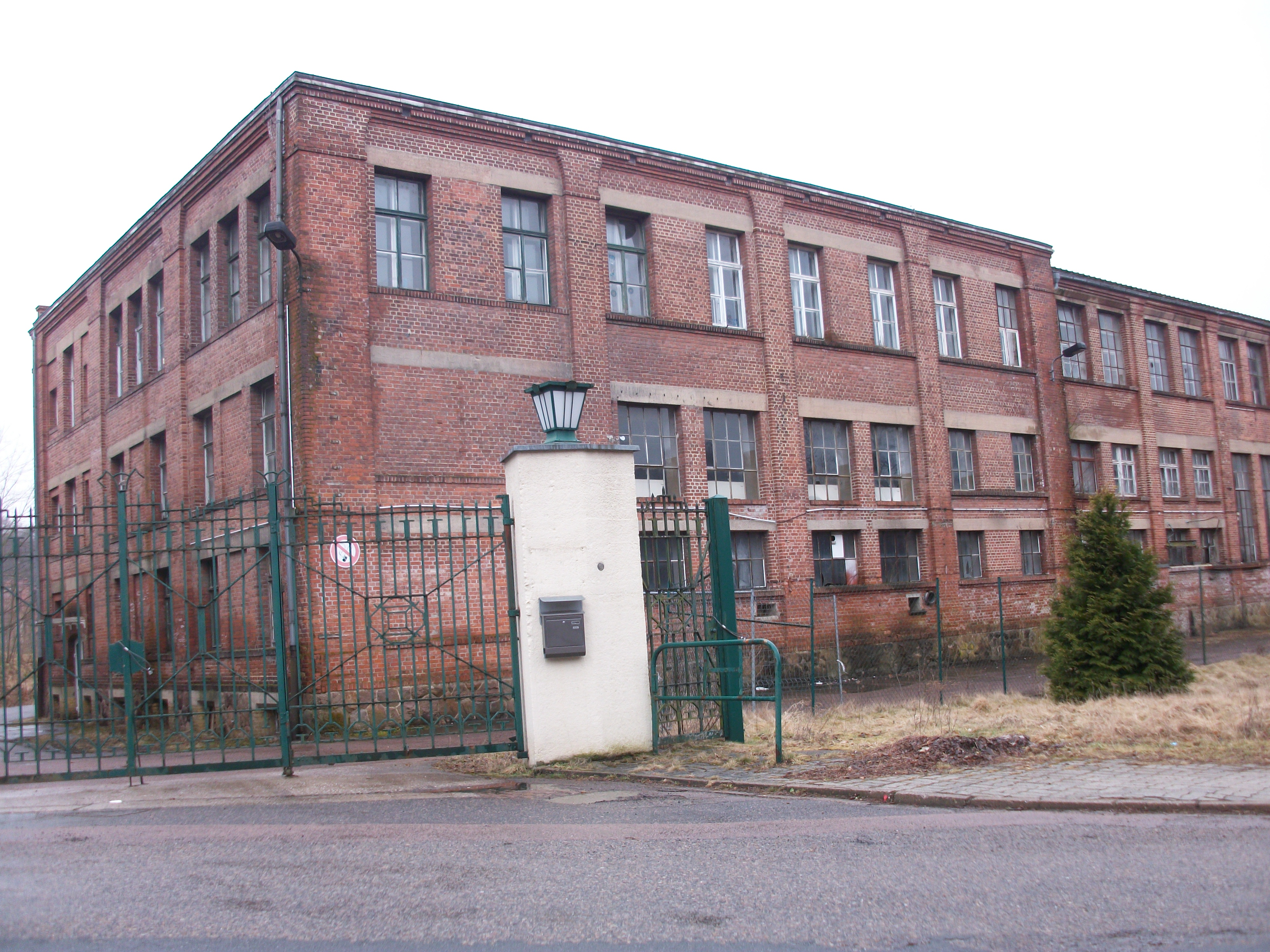
Papierfabrik Dreiwerden (2018)

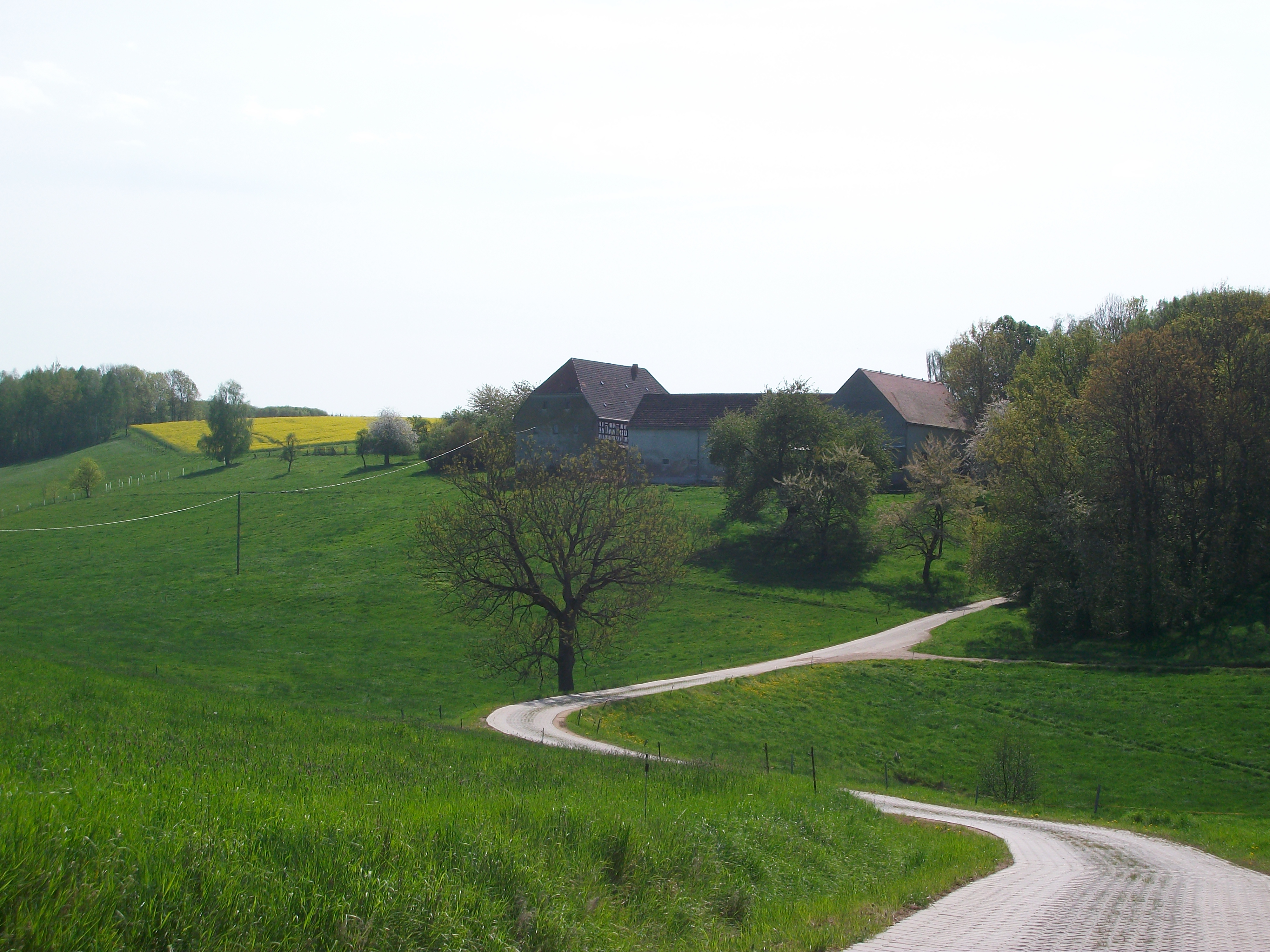
Schönborn, Gut Wolfsberg

Schönborn im Tal der Zschopau wurde im Jahr 1350 als „Schonburn“ erwähnt, die in Schönborner Flur liegende Siedlung Dreiwerden als „Drinwerdin“ bereits im Jahr 1292. Die Grundherrschaft über Schönborn, Dreiwerden und dem im 18. Jahrhundert erwähnten Vorwerk Wolfsberg lag bis ins 19. Jahrhundert beim Rittergut Neusorge. Die Herrschaft Neusorge, die im Jahr 1610 an den Kurfürsten Christian II. von Sachsen veräußert wurde, gehörte seitdem mit den zugehörigen Orten zum Amt Augustusburg. Im Jahr 1832 wurden die meisten der bisher unter der Verwaltung des Ritterguts Neusorge stehenden Orte, mit ihnen Schönborn, Dreiwerden und das Vorwerk Wolfsberg dem Amt Frankenberg-Sachsenburg zugeordnet. Ab 1856 gehörte Schönborn mit Dreiwerden zum Gerichtsamt Mittweida und ab 1875 zur Amtshauptmannschaft Rochlitz.
Im Jahr 1885 endete die Geschichte des seit dem 13. Jahrhundert bezeugten Erzbergbaus in Schönborn, der mit dem Silberbergbau im 19. Jahrhundert seinen Höhepunkt hatte. Die Gebäude und Grundstücke des Bergwerks in Dreiwerden erwarb im Jahr 1887 Franz Eduard Weidenmüller, der seit 1865 in der Antonshütte bei Schwarzenberg/Erzgeb. eine Holzschleiferei besaß, die zu einer Papierfabrik wurde. In den Jahren 1906/07 errichtete Weidenmüller am einstigen Standort des Bergwerks in Dreiwerden die große „Papierfabrik F. E. Weidenmüller“, in der er Arbeiter aus der Antonshütte einsetzte. Seit dem 15. Mai 1907 besaß die Papierfabrik einen eigenen Gleisanschluss der neu eröffneten Industriebahn Mittweida–Dreiwerden. Die Gleise der Bahn reichten fast bis zum Endpunkt der einstigen Ladestelle der Silberwäsche an der Erzbahn, welche zu dieser Zeit bereits 20 Jahre nicht mehr existierte. Die Ladestelle Dreiwerden der normalspurigen Industriebahn befand sich hingegen nördlich der Straßenkreuzung „Talstraße“/„Zum Zschopautal“. Im Zusammenhang des Baus der Papierfabrik Dreiwerden entstanden zwischen 1907 und 1921 die Häuser der Werkssiedlung Dreiwerden im englischen Stil. Die Häuser der Siedlung in den Straßen „Zum Zschopautal“, „Lindenstraße“ und „Neuschönborner Weg“ stehen heute in der Gesamtheit unter Denkmalschutz. Weitere Arbeiterwohnungen entstanden um 1935 in den der Firma Weidenmüller gehörenden Grundstücken in Liebenhain flussabwärts.
Im Jahr 1933 wurde die Gemeinde Schönborn mit dem Ortsteil Dreiwerden und dem Gut Wolfsberg in Schönborn-Dreiwerden umbenannt. Mit der zweiten Kreisreform in der DDR kam die Gemeinde Schönborn-Dreiwerden im Jahr 1952 zum Kreis Hainichen im Bezirk Chemnitz (1953 in Bezirk Karl-Marx-Stadt umbenannt), der 1990 als sächsischer Landkreis Hainichen weitergeführt wurde und 1994 im Landkreis Mittweida bzw. 2008 im Landkreis Mittelsachsen aufging. Mit dem Zusammenschluss der Gemeinden Schönborn-Dreiwerden und Seifersbach entstand am 1. Januar 1992 die Gemeinde Schönborn-Dreiwerden-Seifersbach, die am 1. Januar 1999 nach Rossau eingemeindet wurde. Im Jahr 1992 endete die Bedienung der zu DDR-Zeiten als „VEB Papierfabrik Dreiwerden“ geführten Fabrik am Streckenendpunkt durch die Industriebahn von Mittweida. Das Areal der Papierfabrik Dreiwerden wurde zuletzt durch ein Sägewerk und einen Holzexport genutzt, welches jedoch im Jahr 2017 ausgezogen ist.

### Geschichte des Bergbaus in Schönborn und Dreiwerden

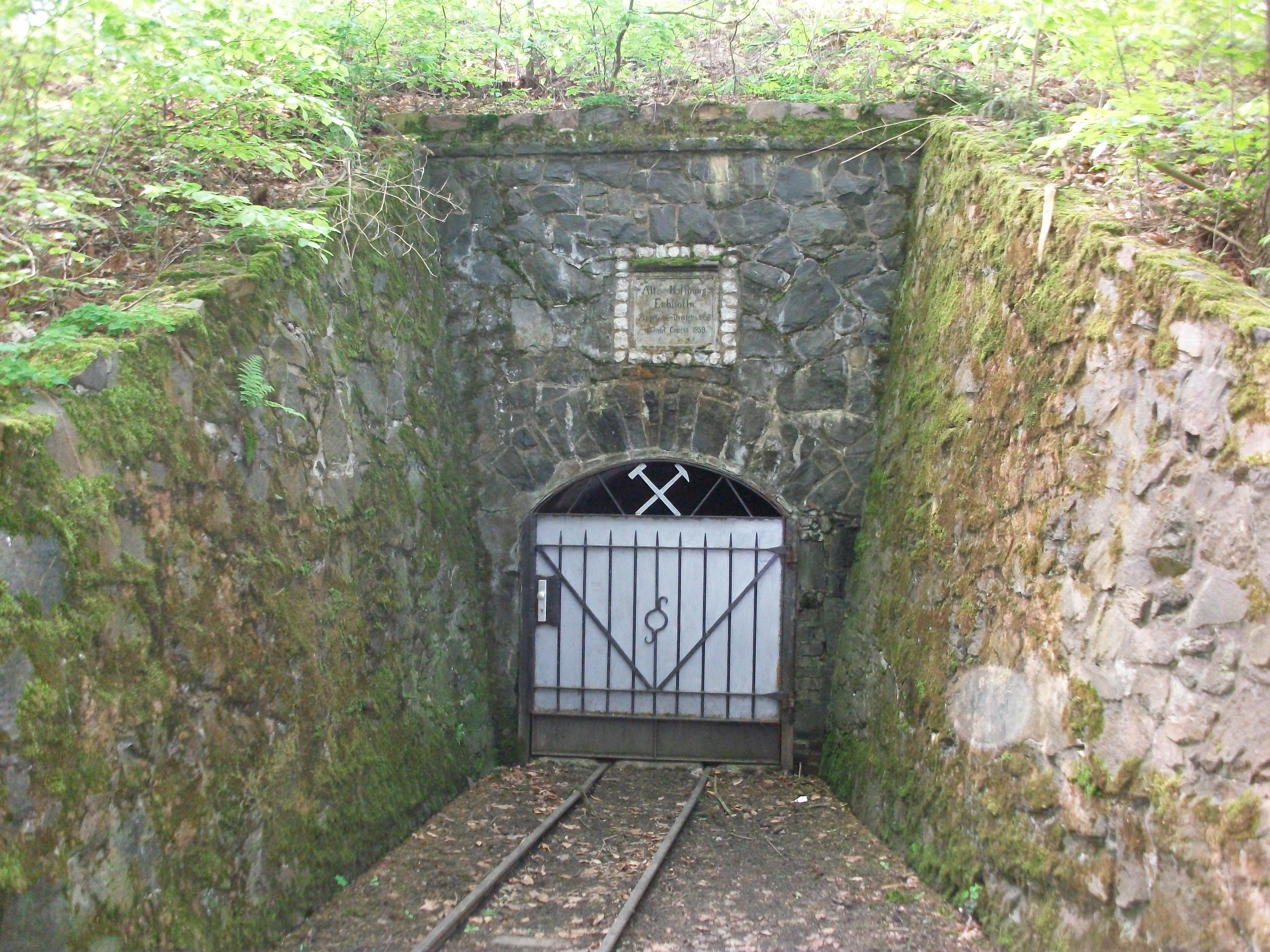
Alte Hoffnung Erbstolln, Mundloch

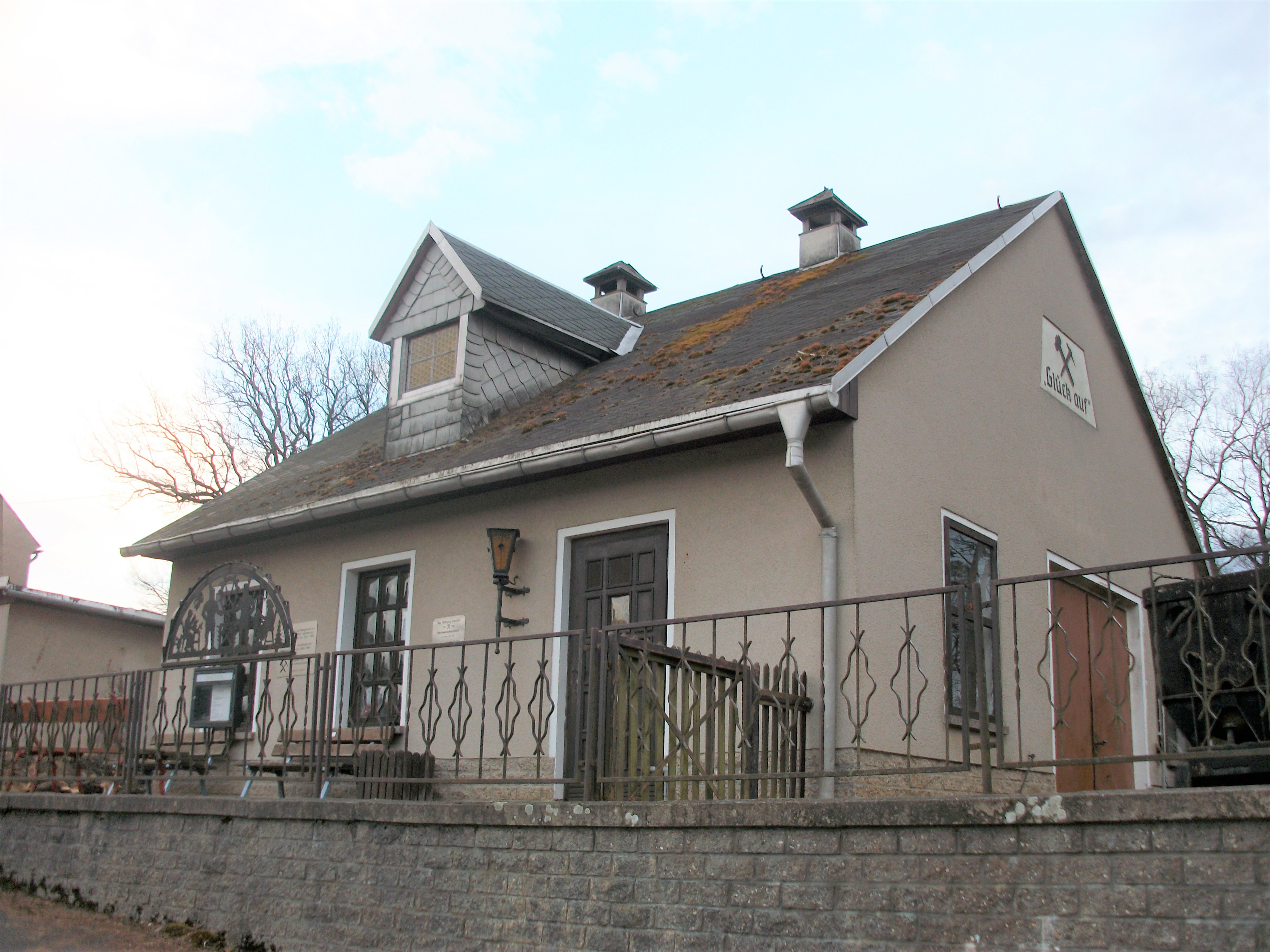
Alte Hoffnung Erbstolln, Hermannschachthaus (heutiger Vereinssitz)

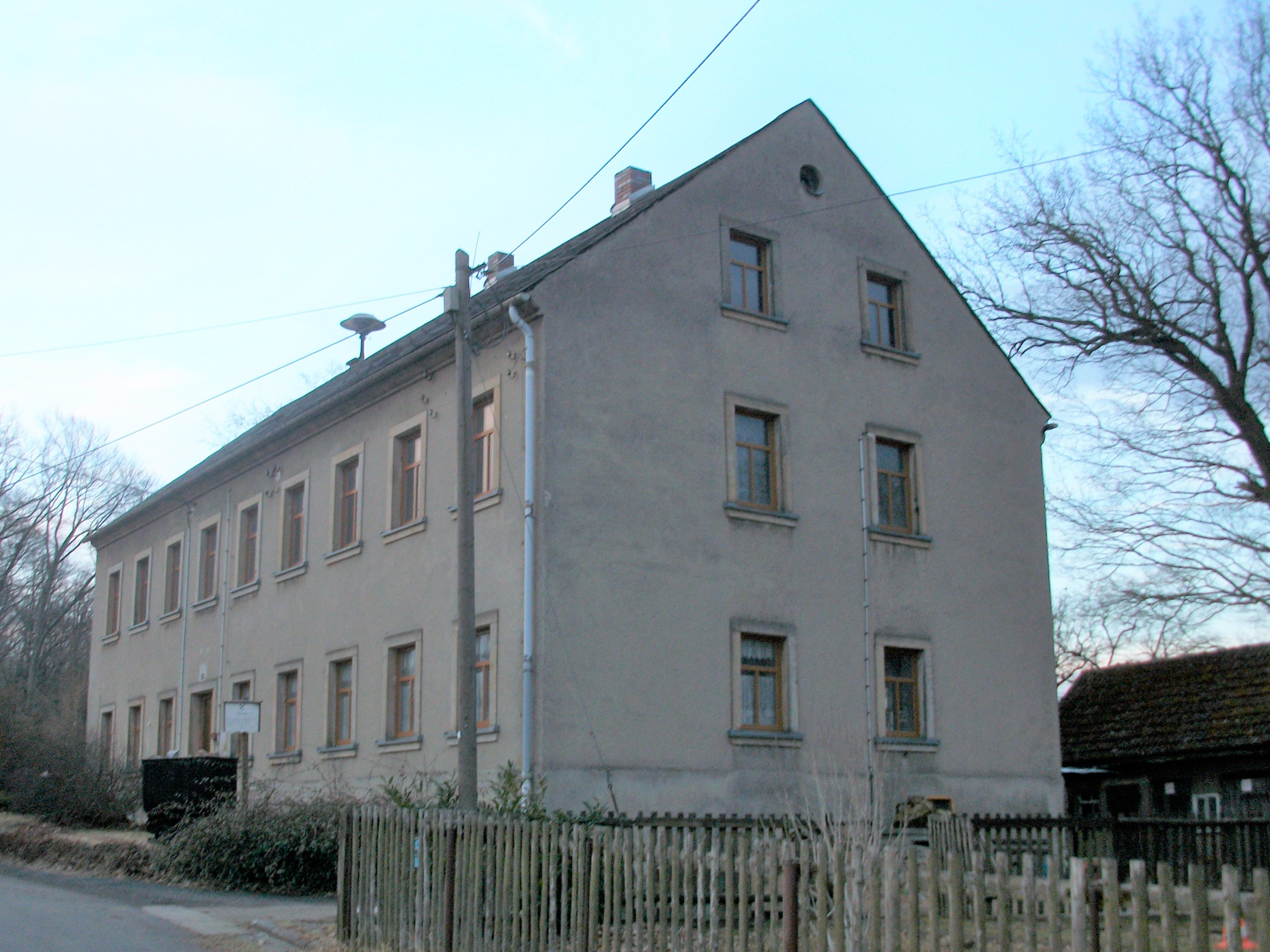
Alte Hoffnung Erbstolln, Huthaus (erbaut 1870)

In Schönborn begann bereits in der zweiten Hälfte des 13. Jahrhunderts der Erzbergbau. Im Bereich der „Biege“, bei dem die Zschopau aufgrund eines Bergrückens in einer Schleife verläuft, streichen die Erzgänge bis zur Erdoberfläche aus. Nachdem dieser frühe oberflächennahe Bergbau vermutlich im 14. Jahrhundert zum Erliegen gekommen ist, wurde der Bergbau im Jahr 1525 erneut aufgenommen.
Durch den Aufschwung des sächsischen Bergbaues am Ende des 17. Jahrhunderts kam es auch in der Gemarkung Schönborn zur Neubelegung der Gruben. Im Jahre 1695 erfolgte die Belehnung von P.C. Zeidler mit einem Erbstolln und einer Fundgrube auf einem Spatgang namens „Alte Hoffnung“. Obwohl silberhaltige Erze angetroffen wurden, musste der Bergbau im Jahr 1714 aufgrund der zu großen Menge des eindringenden Wassers vorübergehend wieder eingestellt werden, da das Ausschöpfen zu kostspielig war.
Nachdem im Jahr 1736 ein Stolln am Wolfsberg aufgewältigt wurde, erfolgte 1753 auch die Neubelegung des Erbstollns „Alte Hoffnung“ in der „Biege“. Zur gleichen Zeit betrieb man auch den „Diebshäusel-Stolln“ in Schönborn. Zwischen 1776 und 1781 entstand der „Wildemann-Stolln“ nahe Wolfsberg. Im Jahre 1831 vereinigten sich die Berggebäude und Gewerkschaften „Alte Hoffnung Erbstolln“ zu Schönborn, „Reicher und Neuer Segen Gottes“ zu Sachsenburg, „Hülfe des Herrn samt Bald Glück Erbstolln“ zu Biensdorf und Krumbach zum Communbergbaubetrieb „Alte Hoffnung Erbstolln“ zu Schönborn. Im Jahr 1843/44 konstruierte Christian Friedrich Brendel für den „Alte Hoffnung Erbstolln“ zu Schönborn die erste Turbine im Freiberger Bergbau.
Zwischen 1858 und 1859 wurde die Erzbahn erbaut, welche die aus 298 Meter Tiefe geförderten Erze des Silberbergwerks „Alte Hoffnung Erbstolln“ auf dem Schienenwege zur Erzwäsche in Dreiwerden transportierte. Dort erfolgte danach die Aufbereitung der Erze für den Schmelzprozess, der in Freiberg (Muldenhütten) vor sich ging.
Durch die ständig fallenden Preise für Silber, Blei und Schwefel wurde die Erzförderung ab 1873 aufgrund der steigenden Gewinnungskosten mit zunehmender Tiefe und Länge der Grube und der sinkenden Erlöse aus dem gelieferten Erz zunehmend unwirtschaftlich. Die starken Wasserzuflüsse im Stolln vereitelten weiterhin den wirtschaftlichen Betrieb der Grube, sodass sie auf Beschluss des Sächsischen Landtags am 31. Dezember 1885 geschlossen wurde. Im 19. Jahrhundert entwickelte sich die Belegschaftsstärke von einem Steiger und vier Bergleuten im Jahr 1831 auf 299 anfahrende Knappen im Jahr 1864. Im Jahr der Stilllegung waren es noch 79. Die nun nicht mehr benötigte Erzbahn zur Silberwäsche verfiel in der Folgezeit.
Zwischen 1949 und 1950 untersuchte die SAG Wismut die Grube erfolglos nach Uran. Seit 1978 wird die Grubenanlage durch einen Nachnutzungsvertrag von der „Arbeitsgemeinschaft Historischer Erzbergbau im Kulturbund der DDR“ bzw. deren Nachfolger, dem Verein „Alte Hoffnung Erbstolln e. V.“, betrieben. Die Erzbahn wurde im Jahr 1998 durch den Verein „Förderkreis für den historischen Bergbau im mittleren Zschopautal“ wieder aufgebaut, nun allerdings für den Personentransport. Somit besteht die Möglichkeit, mit Mannschaftswagen aus der Wismutzeit bis an das Tor zum Silberbergwerk zu fahren. Die Strecke ist 600 m lang.

### Geschichte der Dreiwerdener Mühle
Auf der Zschopauinsel in Dreiwerden, auf der heute die Turbinenanlage des Wasserwerks steht, befanden sich bis ins 19. Jahrhundert die mächtige „Dreiwerdener Mühle“ und ein Silberpochwerk. Die Mühle gehörte vermutlich zum Rittergut Neusorge, das um 1787 Heinrich Grafen von Bünau gehörte. Die Dreiwerdener Mühle wurde vermutlich im Jahr 1617 erbaut. Sie besaß sechs Mahlgänge sowie eine Schneide- und eine Ölmühle und weitere Gebäude, viel Feldwirtschaft und am linken Ufer einen Lachsfang. Zur Mühle gehörte weiterhin ein Waldgrundstück. Die Fischerei der ertragreichen Mühle endete am sogenannten „Amselstein“, einen bis weit in die Zschopau reichenden Felsvorsprung des linken Ufers.
In dem alten Mühlengut wohnten früher auch die Bergleute, welche in der benachbarten Silberwäsche beschäftigt waren. Die Dreiwerdener Mühle beherbergte eine kleine Gastwirtschaft, sodass der Müller gleichzeitig Gastwirt war. Vom Kellerhaus führte damals ein sehr schmaler Steg über den Mühlgraben zur alten Mühle. Nach dem Brand im Jahre 1897 wurde die Mühle nicht wieder aufgebaut.

## Sehenswürdigkeiten
- Besucherbergwerk „Alte Hoffnung Erbstolln“ in Schönborn[11]
- Erzbahn Schönborn-Dreiwerden[12]
- Waldgebiet Schweizerwald am linken Zschopauufer[13]
- Werkssiedlung Dreiwerden, zwischen 1907 und 1921 im englischen Stil erbaut
- Wasserwerk Dreiwerden

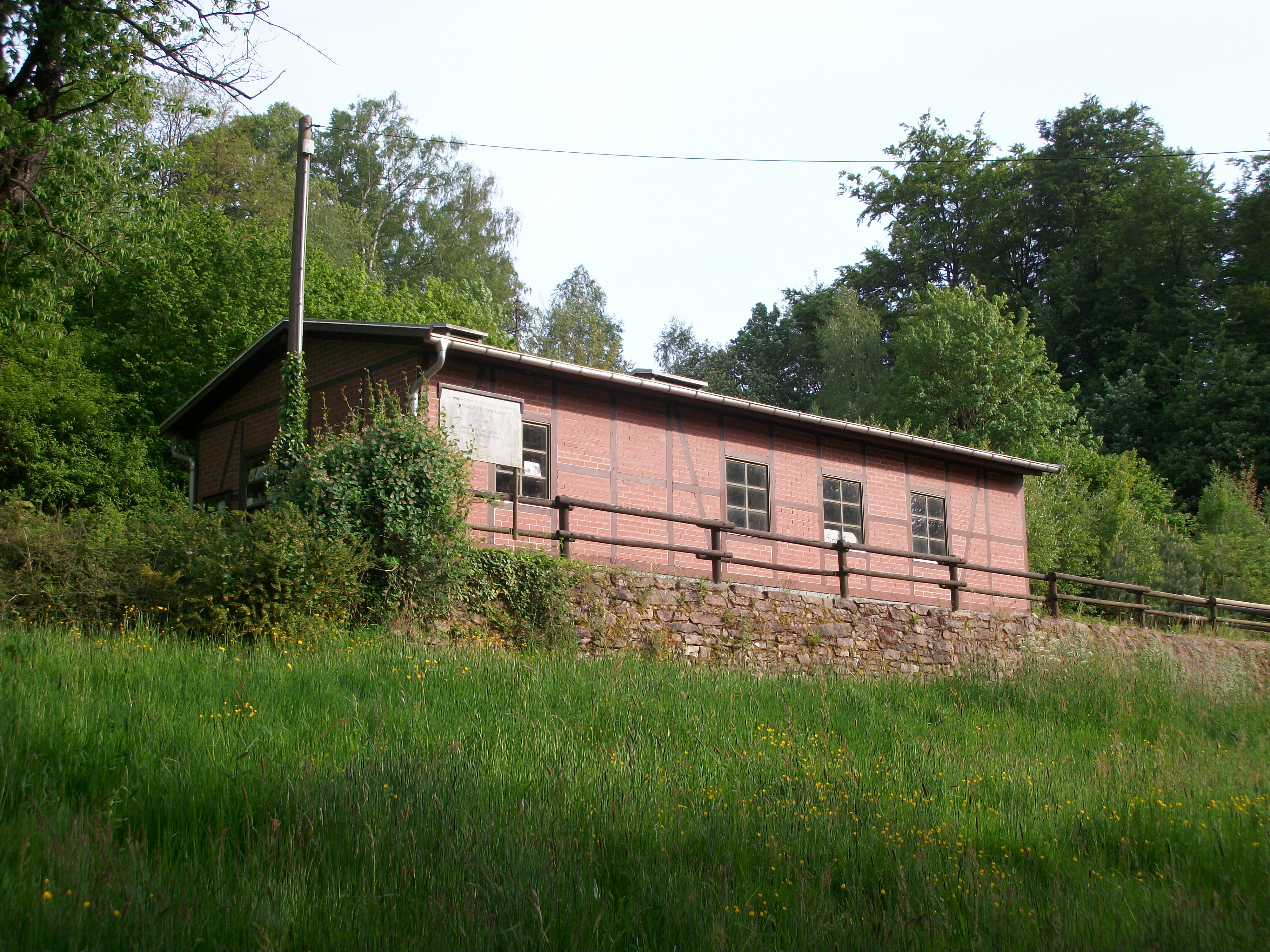
Bahnhof Dreiwerden Silberwäsche der Erzbahn
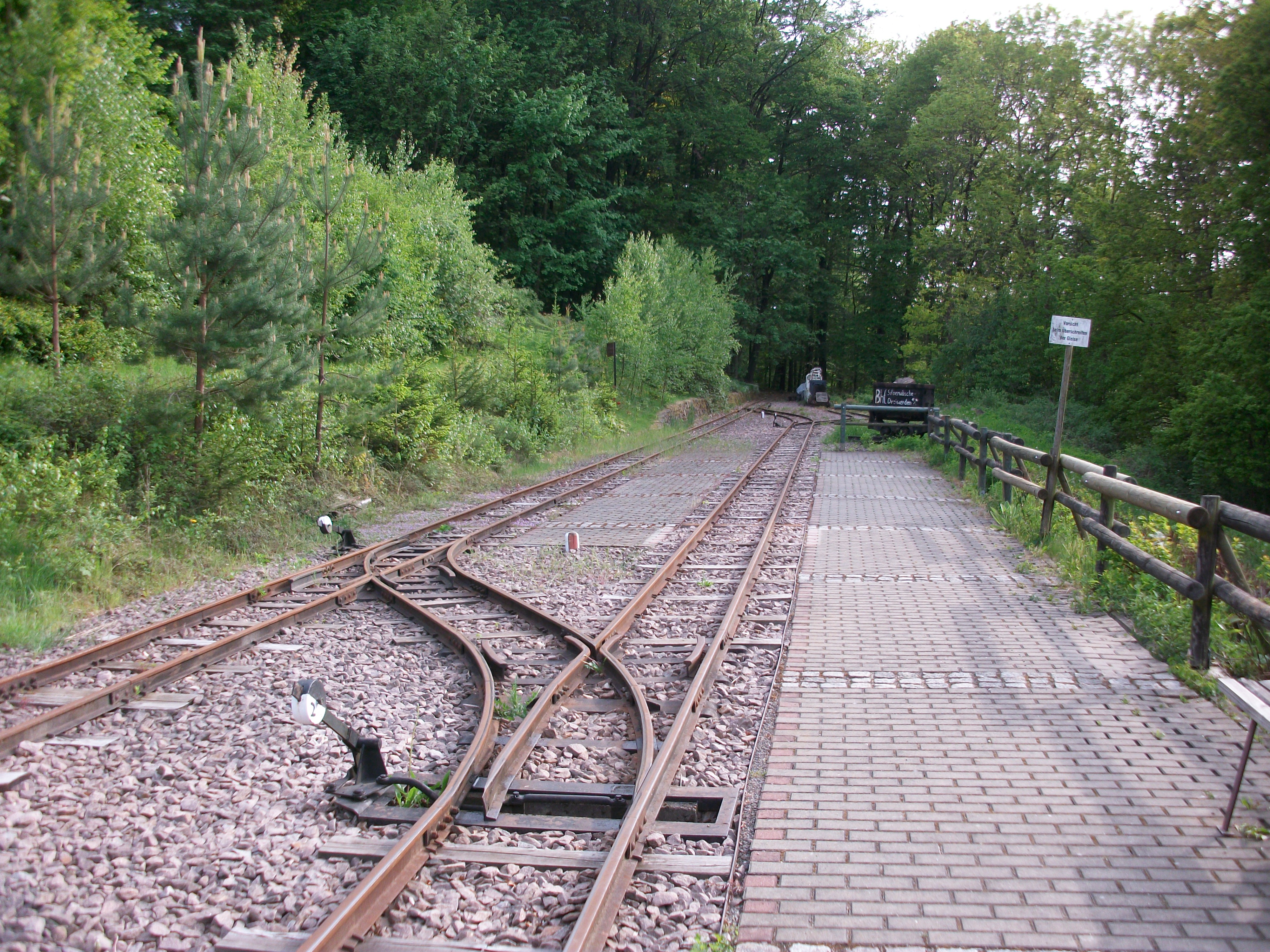
Bahnhof Dreiwerden Silberwäsche der Erzbahn
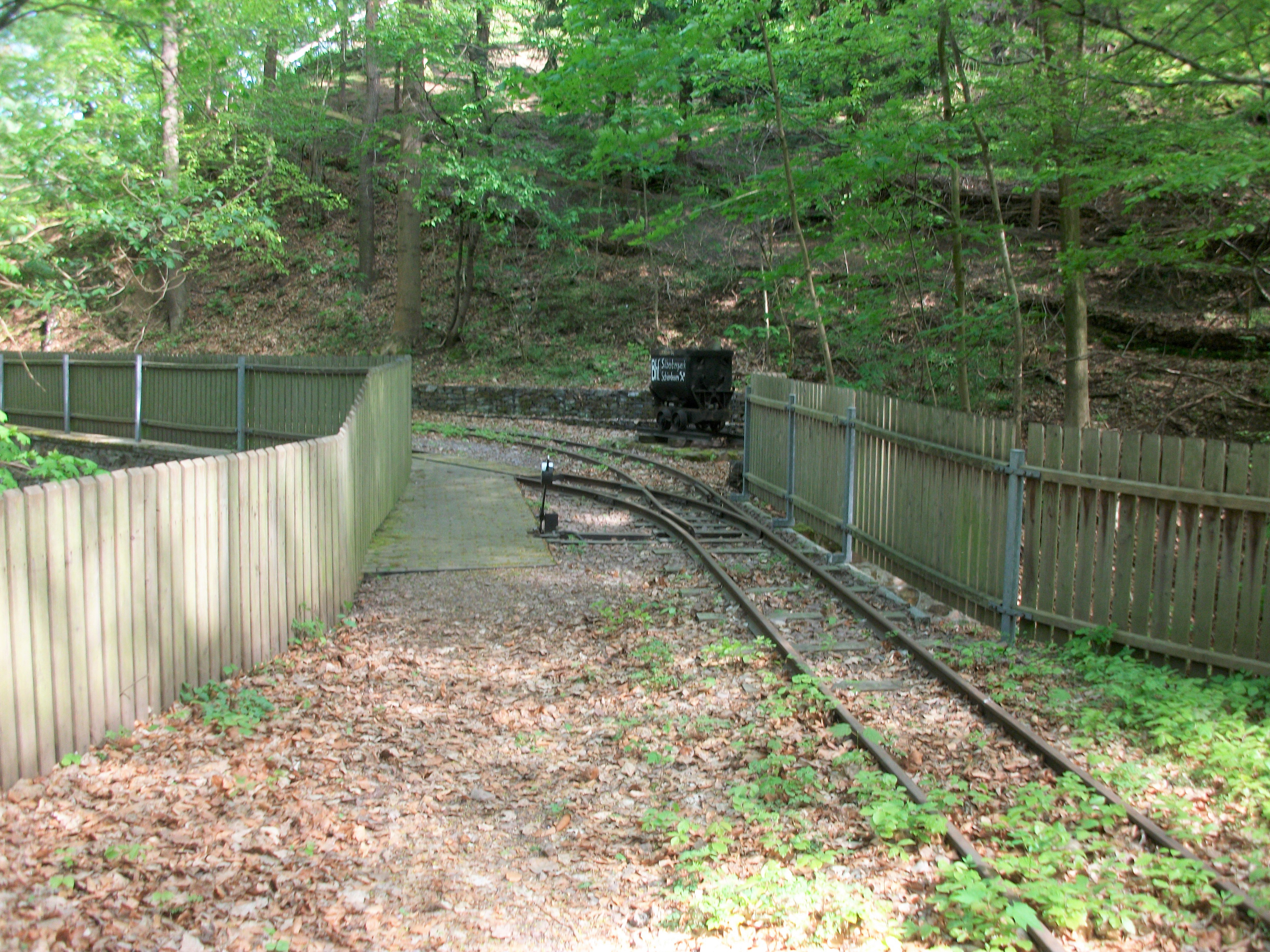
Bahnhof Schönborn Silberbergwerk der Erzbahn
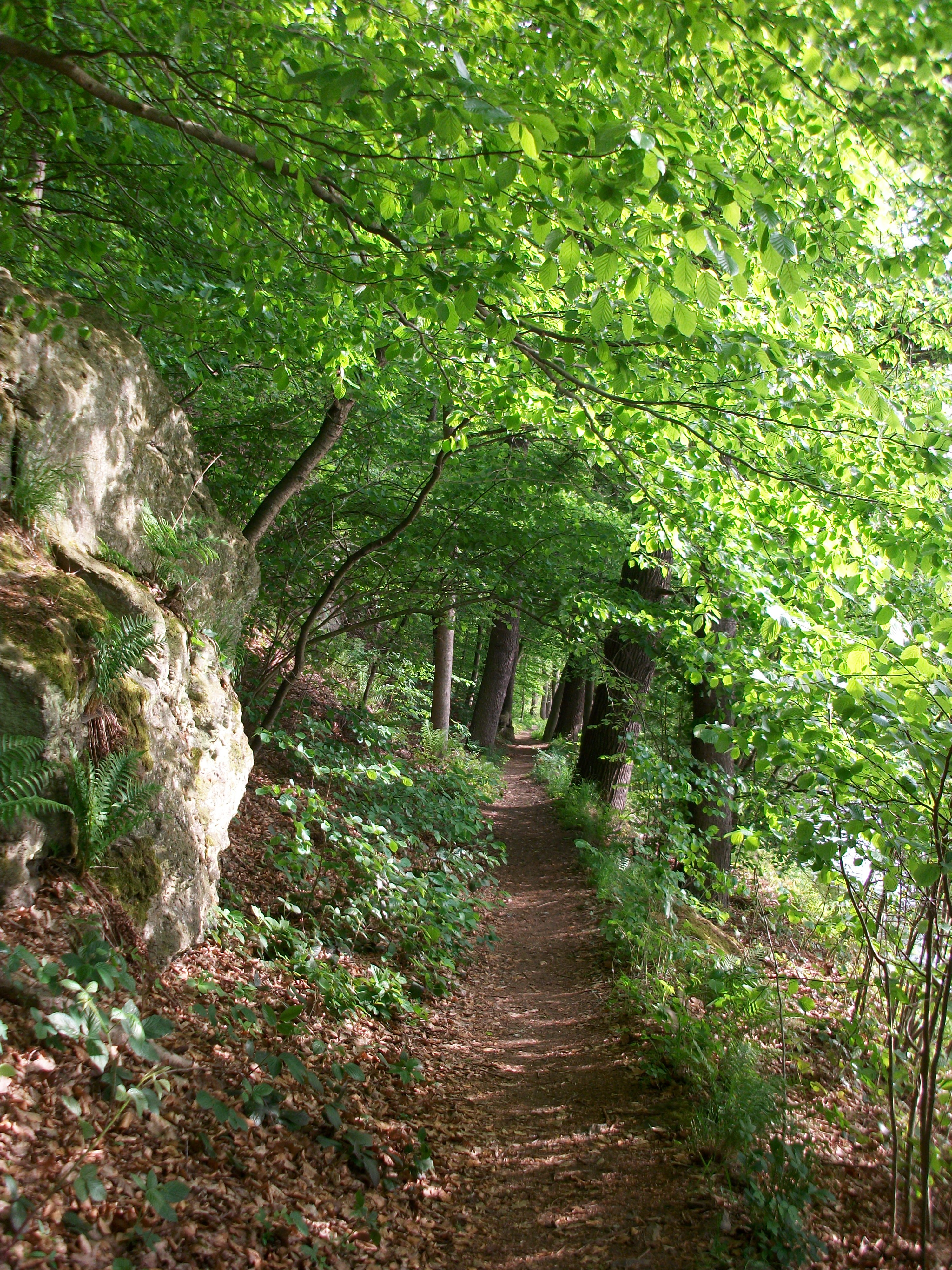
Wanderweg an der Erzbahn Schönborn-Dreiwerden
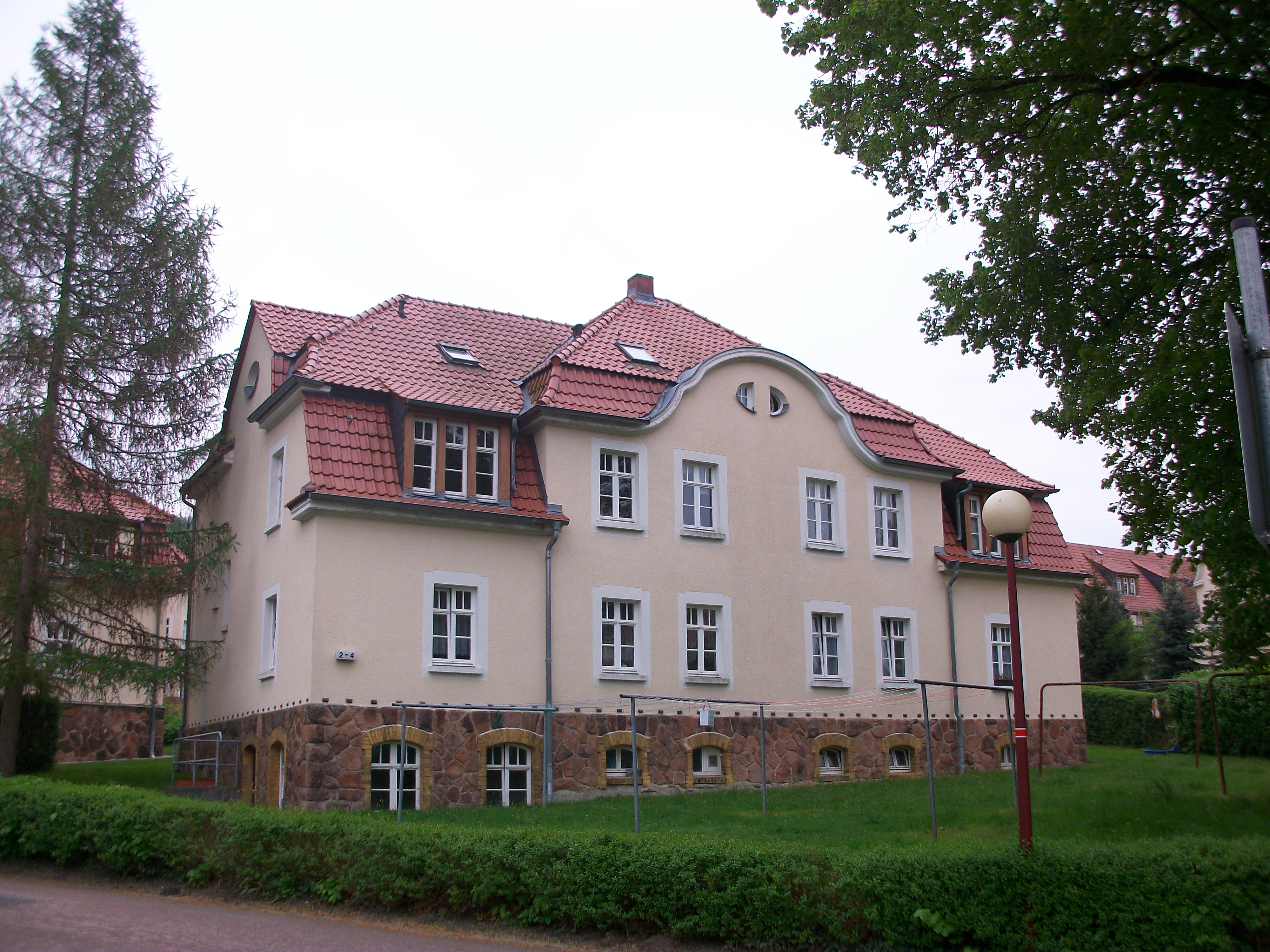
Haus der Werkssiedlung Dreiwerden
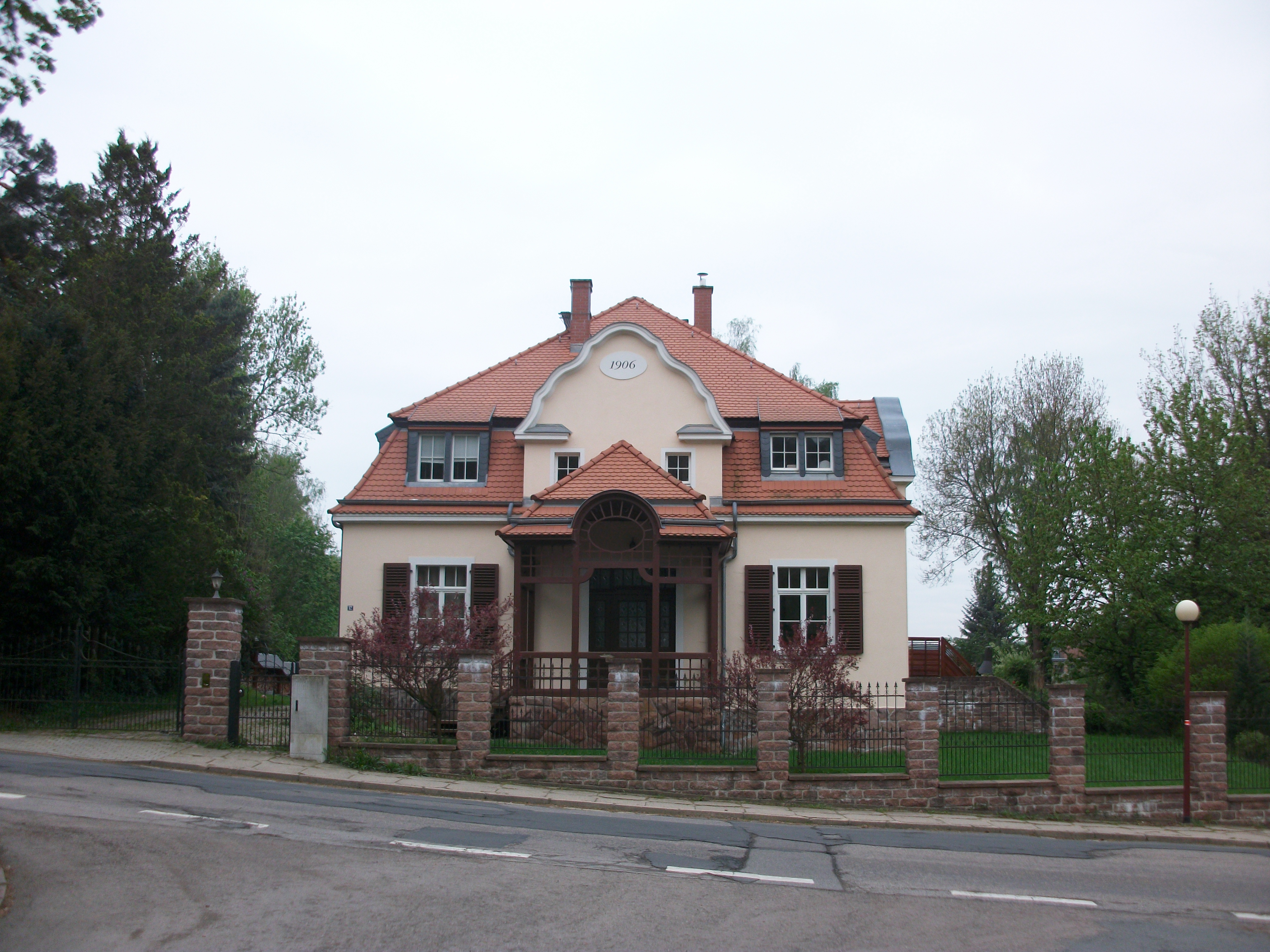
Haus der Werkssiedlung Dreiwerden
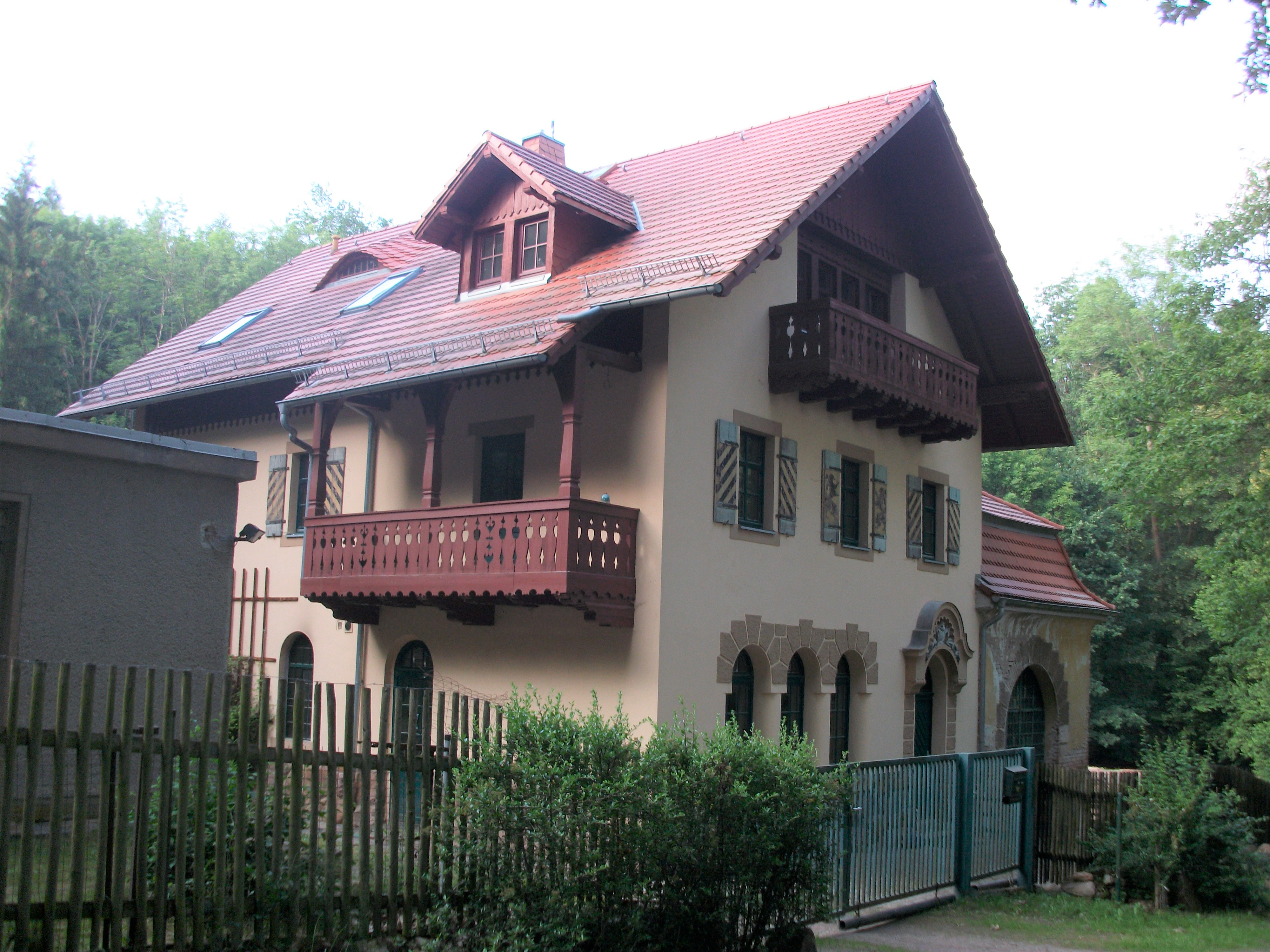
Wasserwerk Dreiwerden

## Söhne und Töchter des Ortes
- Annemarie Seemann (* 1942), Badmintonspielerin